# James Meehan
Ne doit pas être confondu avec James Leo Meehan.
Pour les articles homonymes, voir Meehan.
James Meehan, né en 1774 à Shinrone en Irlande et mort le 21 avril 1826 à Macquarie fields, est un explorateur et arpenteur australo-irlandais.

## Biographie
Né en Irlande, à Shinrone, dans le comté d'Offaly en 1774, il est condamné à perpétuité après la rébellion irlandaise de 1798 comme rebelle et fait partie des nombreux prisonniers politiques qui sont exilés en Australie sur le Friendship en février 1800. Il y arrive sous le nom d'emprunt de James Mahon. Deux mois plus tard, il devient assistant de Charles Grimes, l'arpenteur général, et explore avec lui le fleuve Hunter en 1801. Il accompagne aussi Grimes lors d'une expédition pour explorer l'île King et la baie de Port Phillip durant l'été 1802-1803. Grimes obtient un congé à partir d'août 1803 pour se rendre en Angleterre, et pendant son absence d'environ trois ans, Meehan effectue une grande partie de son travail avec le titre d'assistant-arpenteur. Au retour de Grimes en 1806 et en remerciement pour son travail, il est gracié de ses crimes politiques. En octobre 1805, le gouverneur King l'engage afin de relever le cours de la Nepean vers le sud un peu au-delà du mont Taurus et, en octobre 1807, Meehan prépare un plan de Sydney.
En 1812, le gouverneur Lachlan Macquarie l'envoie en Tasmanie pour y remesurer l'ensemble des fermes concédées par les anciens gouverneurs et par lui-même. Il accompagne aussi Hamilton Hume et Charles Throsby dans certaines explorations dans le sud de la Nouvelle-Galles du Sud en 1816, dont lors des découvertes du lac George et du lac Bathurst, et, en 1818, Meehan est nommé arpenteur général adjoint. C'est à cette époque qu'il nomme la colonie de Goulburn en l'honneur d'Henry Goulburn, le sous-secrétaire à la Guerre et aux Colonies.
Il s'efforce la même année, en vain, de trouver une route praticable sur la Shoalhaven River afin que la communication puisse être ouverte avec la baie de Jervis, mais poursuivant ses efforts au début de 1820, il traverse un pays très difficile après avoir franchi la rivière à l'est, et se connectant ensuite à sa piste de 1818.
Il démissionne en 1822 de son poste et reçoit une pension de 100 £ par an en 1823. Il meurt le 21 avril 1826.

## Hommages
- La réserve James Mehaan à Dee Why a été nommée en son honneur pour son rôle dans l'arpentage des Northern Beaches et pour avoir nommé la ville de Dee Why[5].
- James Meehan High School (en), nommée pour commémorer le rôle de Meehan dans la cartographie et l'ouverture de la région de Macquarie Fields, en Nouvelle-Galles du Sud.
- Une statue de Meehan a été placée dans une niche sur la façade de la Loftus Street du Department of Lands building (en) en novembre 2010.
- Une rue de Windsor (Nouvelle-Galles du Sud) porte son nom.
- Une route de Macquarie Links, New South Wales (en) a été nommée en son honneur.